# Bettina Borrmann Wells
Bettina Borrmann Wells (nascuda el 1874) fou una sufragette nascuda a Baviera que va recórrer els Estats Units com a organitzadora i conferenciant. Va rebutjar el terme "sufragista" per a la seua lluita, i en reivindicà "suffragette".

## Primers anys i educació
Bettina Borrmann nasqué a Nuremberg, Baviera, i es llicencià en la Universitat de Ginebra. Va obtenir una llicenciatura i doctorat en economia i psicologia en la Universitat de Colúmbia. La seua tesi es va titular La base econòmica del moviment feminista actual (1915).

## Suffragette
Bettina Borrmann Wells pertanyia a la Unió Social i Política de les Dones. Al novembre de 1908, la tancaren tres setmanes a la presó de Holloway, per «obstruir un policia» en una manifestació a Londres. S'autoanomenà "suffragette", perquè, al seu parer, «una suffragette és una sufragista disposada a morir per la causa». Al 1910 Bettina Wells s'havia allunyat de la branca d'Emmeline Pankhurst, i era molt activa en la de Manchester de la Women's Freedom League. El 1911 un diari americà la va descriure com a cap del departament de propaganda de la Women's Federation League d'Anglaterra.

## Activitats als Estats Units

Fotografia en el The World To-Day, març de 1907

Als Estats Units, el 1908, Bettina Borrmann Wells, Maud Malone, Christine Ross Barker, Sophia Loebinger i altres promogueren aplecs a l'aire lliure de la Unió de Sufragi de Dones Progressistes a Madison Square, Wall Street, Harlem i Brooklyn, a Nova York, contra una important resistència dels residents i empresaris de la ciutat. A la primavera del 1908, Bettina Wells i Maud Malone organitzaren una desfilada pel sufragi a Nova York, sense permís de les autoritats. Aquell mateix any, Bettina Wells i altres tres sufragistes intentaren reunir-se amb Theodore Roosevelt a Oyster Bay (Nova York), però foren rebutjades pel Servei Secret dels Estats Units.
Va recórrer amb el seu marit els Estats Units i el Canadà, amb activistes pel sufragi en diferents ciutats. «Les dones només obtindran el vot quan facen creure als hòmens que van de debò, i pagaran el preu per això», digué a una audiència a Brooklyn, «no l'obtindran organitzant tes roses i basars grocs». Al 1909 publicà un fullet, America and Woman Suffrage, en què es detallaven les activitats sufragistes a Wyoming, Utah, Colorado i Idaho.
Escrigué cartes sobre el sufragi tant a Gran Bretanya com als Estats Units: «Admet que s'han aprovat millors lleis sense el vot de les dones», va concedir en una carta del 1908 al New York Times. «També es pot arribar a Califòrnia a peu, però la majoria de nosaltres prefereix maneres més ràpides de viatjar.»
Bettina Borrmann Wells viatjà a Washington al gener del 1917, com a «sentinella silenciosa» a la Casa Blanca.

## Vida personal
Bettina Borrmann es casà amb l'empresari anglés Herbert James Clement Wells al 1900. Fou membre del Club del Liceu de Londres i de la Societat de Dones Periodistes de Londres.